# Distrito de Nochixtlán
El distrito de Nochixtlán es uno de los 30 distritos que conforman al estado mexicano de Oaxaca y uno de los siete en que se divide la región mixteca. Se conforma de 492 localidades repartidas en 32 municipios.

## Municipios
| Código INEGI | Municipio                           | Cabecera                            |
| ------------ | ----------------------------------- | ----------------------------------- |
| 006          | Asunción Nochixtlán                 | Asunción Nochixtlán                 |
| 046          | Magdalena Jaltepec                  | Magdalena Jaltepec                  |
| 054          | Magdalena Zahuatlán                 | Magdalena Zahuatlán                 |
| 094          | San Andrés Nuxiño                   | San Andrés Nuxiño                   |
| 096          | San Andrés Sinaxtla                 | San Andrés Sinaxtla                 |
| 140          | San Francisco Chindúa               | San Francisco Chindúa               |
| 144          | San Francisco Jaltepetongo          | San Francisco Jaltepetongo          |
| 147          | San Francisco Nuxaño                | San Francisco Nuxaño                |
| 195          | San Juan Diuxi                      | San Juan Diuxi                      |
| 215          | San Juan Sayultepec                 | San Juan Sayultepec                 |
| 217          | San Juan Tamazola                   | San Juan Tamazola                   |
| 224          | San Juan Yucuita                    | San Juan Yucuita                    |
| 250          | San Mateo Etlatongo                 | San Mateo Etlatongo                 |
| 255          | San Mateo Sindihui                  | San Mateo Sindihui                  |
| 264          | San Miguel Chicahua                 | San Miguel Chicahua                 |
| 270          | San Miguel Huautla                  | San Miguel Huautla                  |
| 274          | San Miguel Piedras                  | San Miguel Piedras                  |
| 281          | San Miguel Tecomatlán               | San Miguel Tecomatlán               |
| 304          | San Pedro Coxcaltepec Cántaros      | San Pedro Coxcaltepec Cántaros      |
| 329          | San Pedro Teozacoalco               | San Pedro Teozacoalco               |
| 331          | San Pedro Tidaá                     | San Pedro Tidaá                     |
| 395          | Santa María Apazco                  | Santa María Apazco                  |
| 404          | Santa María Chachoápam              | Santa María Chachoápam              |
| 451          | Santiago Apoala                     | Santiago Apoala                     |
| 463          | Santiago Huauclilla                 | Santiago Huauclilla                 |
| 492          | Santiago Tilantongo                 | Santiago Tilantongo                 |
| 493          | Santiago Tillo                      | Santiago Tillo                      |
| 511          | Santo Domingo Nuxaá                 | Santo Domingo Nuxaá                 |
| 523          | Santo Domingo Yanhuitlán            | Santo Domingo Yanhuitlán            |
| 562          | Magdalena Yodocono de Porfirio Díaz | Magdalena Yodocono de Porfirio Díaz |
| 564          | Yutanduchi de Guerrero              | Yutanduchi de Guerrero              |
| 569          | Santa Inés de Zaragoza              | Santa Inés de Zaragoza              |